# Septembre 1982

## Événements
- 1er septembre : publication du plan de paix Reagan préparé par le secrétaire d’État Schultz, basé sur les principes des accords de Camp David : autonomie totale des Palestiniens des territoires occupés mais refus de la formation d’un État Palestinien indépendant. Le plan Reagan est refusé par les Palestiniens lors du XVIe CNP à Alger (février 1983) et par Israël.

- 11 septembre : accident lors d'un meeting aérien à Mannheim en Allemagne de l'Ouest. Victime d'un incident mécanique, un hélicoptère américain CH-47 ‘Chinook’ s'écrase faisant 46 victimes, en majorité des parachutistes sportifs, dont 23 membres du Para Club de Toulon.

- 12 septembre (Formule 1) : Grand Prix automobile d'Italie.

- 14 septembre : l'assassinat du nouveau président libanais Bashir Gemayel permet l’entrée des troupes israéliennes à Beyrouth-Ouest.

- 15 septembre : alors que l’OLP s’installe à Tunis, Yasser Arafat est reçu par le pape Jean-Paul II.

- 16 septembre : constitution du Front de la résistance libanaise, animé par les communistes libanais, qui multiplie les attentats contre la présence israélienne[1].

- 16 septembre au 17 septembre : massacre (500 à 3 000 morts) palestiniens et libanais à Sabra et Chatila, Beyrouth, par des milices chrétiennes sans qu’interviennent les troupes israéliennes. Les manifestations des Palestiniens des Territoires occupés sont durement réprimées par l’armée israélienne. L’opposition à la guerre monte en Israël même, tandis que les protestations internationales se multiplient.

- 21 septembre : Amine Gemayel, frère de Bachir, est élu président de la République du Liban. Il favorise la reconstruction d’une armée nationale et s’appuie sur la Force multinationale. Mais les milices soutenues par Damas reprennent le combat et l’accord de paix avec Israël n’est pas ratifié par le Parlement. L’occupation israélienne s’enlise jusqu’à son départ en 1984 face aux actions des chiites (milice Amal de Nabih Berri et Hezbollah) et du Front de la résistance nationale libanaise.

- 25 septembre : 
  - 400 000 manifestants israéliens demandent la démission du Premier ministre Menahem Begin.
  - Formule 1 : Grand Prix automobile de Las Vegas.

## Naissances
- 1er septembre : Jeffrey Buttle, patineur canadien.
- 4 septembre : 
  - Lou Doillon, actrice, chanteuse et mannequin française.
  - Annabelle Euranie, judokate française.
- 6 septembre : Stéphane Dumont, footballeur français.
- 11 septembre : 
  - Svetlana Tikhanovskaïa, femme politique biélorusse.
  - Lieuwe Westra, coureur cycliste néerlandais († 14 janvier 2023).
- 14 septembre :
  - Sunrise Adams, actrice pornographique américaine.
  - Brigitte Boisjoli, chanteuse québécoise.
  - Gildas Dambeti, footballeur centrafricain.
  - Josh Gardner, joueur américain de soccer.
  - Anouar Hadouir, footballeur néerlando-marocain.
  - Yoshiko Kira, femme politique japonaise.
  - Hiroki Narimiya (成宮 寛貴), acteur japonais.
  - Yasumasa Nishino (西野 泰正), footballeur japonais.
  - Petr Průcha, joueur professionnel tchèque de hockey sur glace.
- 15 septembre : Fabien Fournier, auteur transmédia français.
- 17 septembre : Vérino, humoriste et comédien français.
- 18 septembre : Lukas Reimann, homme politique suisse.
- 19 septembre : Amir Shapourzadeh, footballeur germano-iranien.
- 22 septembre : Norbert Tarayre, cuisinier français, demi-finaliste de la saison 3 de Top Chef.
- 23 septembre : Bevin Prince, actrice américaine.
- 24 septembre : Nduduzo Makhathini, musicien de jazz sud-africain.
- 27 septembre : Lil Wayne, rappeur américain.
- 28 septembre : 
  - Nolwenn Leroy, chanteuse française.
  - Matt Cohen, acteur américain.
- 30 septembre : 
  - Clément Parmentier, humoriste et comédien français.
  - Lacey Chabert, actrice américaine.

## Décès
- 14 septembre :
  - Kristján Eldjárn, homme politique islandais (° 6 décembre 1916).
  - Christian Ferras, violoniste français - (suicide).
  - Béchir Gemayel, président libanais.
  - Grace Kelly, la princesse Grace de Monaco (° 12 novembre 1929).